# Bror F Sehman

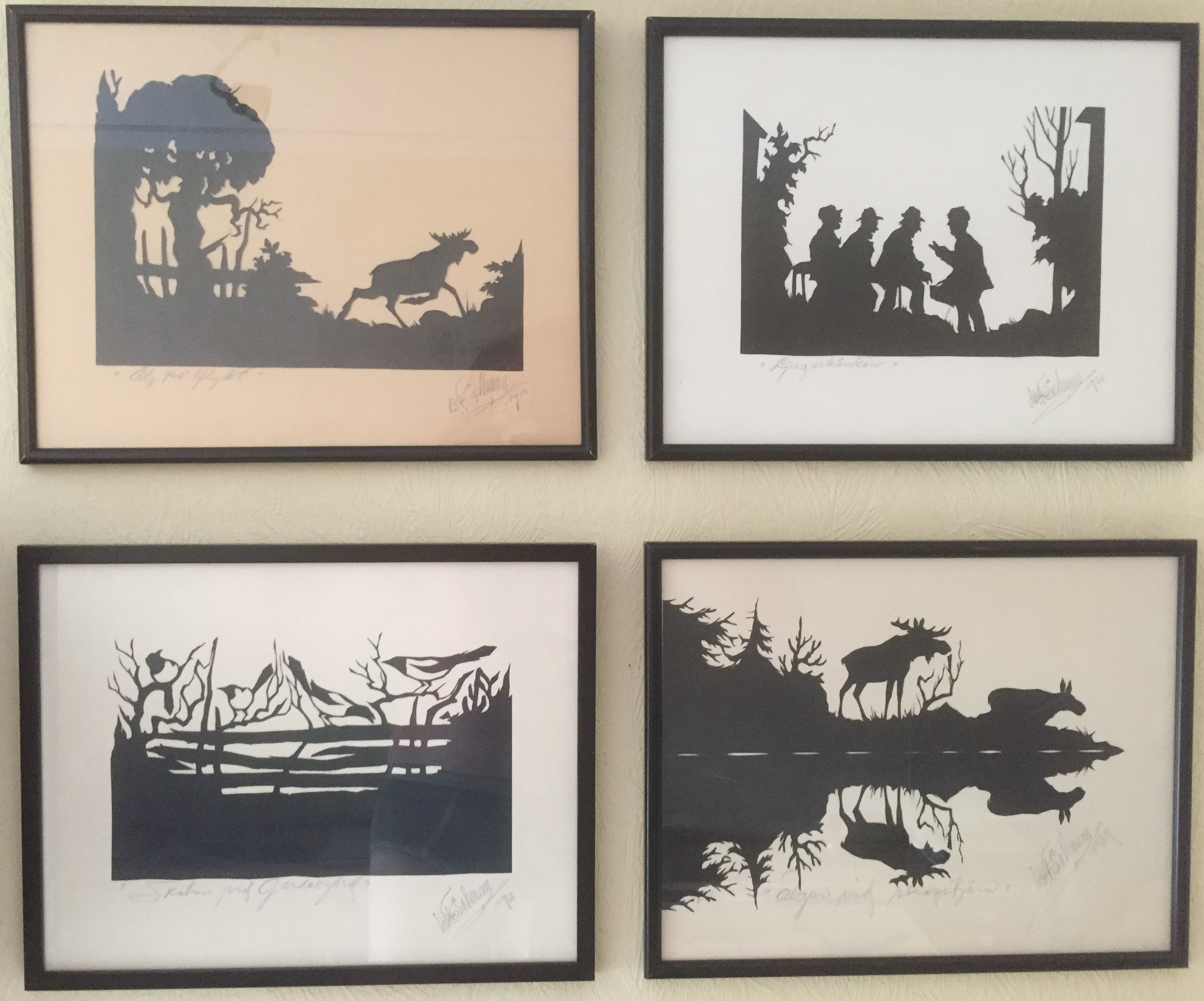
Siluettavlor av Bror F Sehman.

Bror F Sehman, född 1895 i Bergsjö i Hälsingland, död 1973, var en svensk silhuettklippare. 
Han började redan i skolåldern att klippa siluetter. I femtonårsåldern utbildade han sig till smed och arbetade en tid på Island. Från 1920-talet fram till slutet på 1940-talet levde Sehman ett luffarliv. Han reste med cirkusen Brazil Jack som tältresare och fiolspelare. Han spelade också fiol på stumfilmsbiografer och gårdar samt sålde silhuettklipp på marknader och torg. I början av 1950-talet flyttade han till Munktorp, där han efter ett arv köpte sig ett litet torp i Vippeby, nordost om Köping. Där försörjde han sig som silhuettklippare och arbetade med ett hundratal olika motiv. Han fortsatte att klippa silhuetter ända fram till de sista levnadsåren. Han avled 1973 och är begravd på Munktorps kyrkogård.
Köpings museum anordnade 1983 och 1996 utställningar med hans silhuettklipptavlor.